# الهيئة الوطنية العليا للإنقاذ الوطني
الهيئة الوطنية العليا للإنقاذ الوطني هو تكتل سياسي تونسي يضم تسعة وعشرون منظمة وحزب.

## القوى السياسية المكونة للهيئة
- التيار الإصلاحي داخل التكتل
- حزب تونس بيتنا
- حركة النضال الوطني
- حزب العمال
- حزب صوت الفلاحين
- حزب الوطنيين الديمقراطيين الموحّد
- حزب القطب
- الحزب الاشتراكي
- حركة نداء تونس

المنظمات
- منظمة دستورنا
- حركة تمرد
- منظمة كلنا تونس
- المنظمة التونسية لمناهضة التعذيب